# Diagramme circulaire

Mêmes données sous forme de diagramme circulaire et représentation en bâtons.

Un graphique circulaire ou graphique en secteurs, aussi appelé  camembert en France, et diagramme en pointes de tarte au Canada, est un type de graphique utilisé en statistiques. Il permet de représenter un petit nombre de valeurs (ou de classes) par des angles proportionnels à la fréquence (ou l'effectif) de ces valeurs.
D'usage courant en économie et le monde des affaires (pour leur présentation « élégante ») ou dans les médias (presse/magazines, télévision, Web, résultats de sondages…), ils le sont moins dans le milieu scientifique car ils représentent moins bien les données et facilitent moins leurs comparaisons  que les autres types de diagrammes. En informatique, ils sont notamment utilisés pour représenter l'espace disque occupé/disponible. La représentation de nombres négatifs est impossible avec ce type de diagramme.

## Exemple avec calculs détaillés

Un diagramme circulaire qui correspond aux données de cette section.

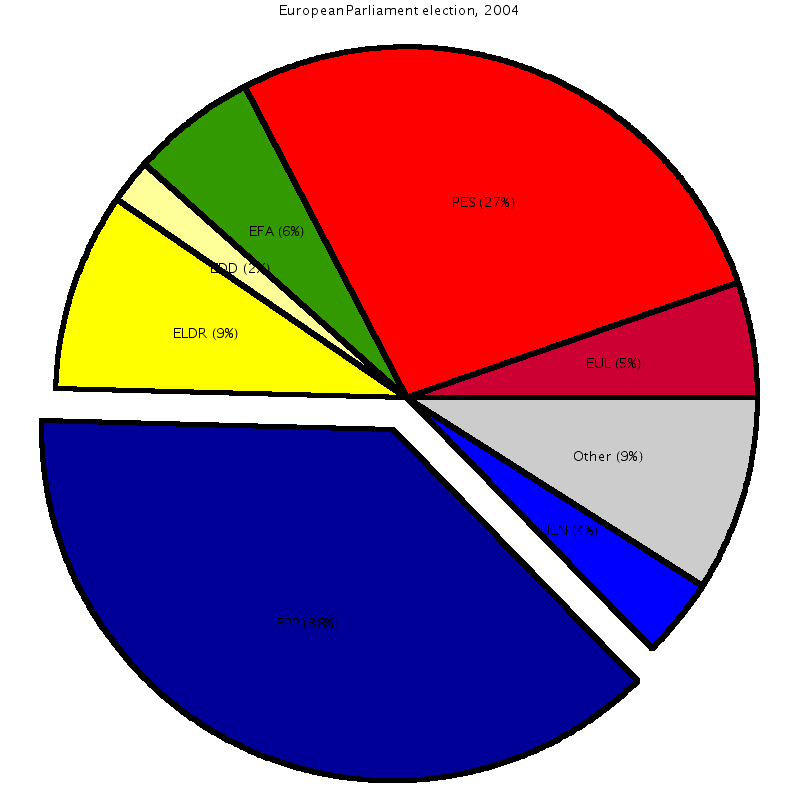
Un vue « explosée » du même diagramme, la partie représentant le parti majoritaire est détachée du reste du diagramme.

Les données qui suivent sont basées sur les résultats préliminaires de l'élection au Parlement européen de 2004. Le tableau liste le nombre de sièges alloués à chaque parti, ainsi que le pourcentage associé. Les valeurs dans la dernière colonne sont obtenues en multipliant les pourcentages par 360°.
| Groupe  | Sièges | Pourcentages (%) | Angle au centre (°) |
| ------- | ------ | ---------------- | ------------------- |
| GUE/NGL | 39     | 5,3              | 19,2                |
| PSE     | 200    | 27,3             | 98,4                |
| ALE     | 42     | 5,7              | 20,7                |
| GEDD    | 15     | 2,0              | 7,4                 |
| ELDR    | 67     | 9,2              | 33,0                |
| EPP     | 276    | 37,7             | 135,7               |
| UEN     | 27     | 3,7              | 13,3                |
| Autres  | 66     | 9,0              | 32,5                |
| Total   | 732    | 99,9*            | 360,2*              |

*À cause d'erreurs d'arrondis, la somme des pourcentages ne donne pas 100, tout comme la somme des angles au centre ne donne pas 360°.
La valeur de chaque angle au centre est proportionnelle à la valeur au pourcentage en vis-à-vis. Dans un cercle, l'angle au centre fait au plus 360°, donc l'angle au centre pour chaque pourcentage vaut (Pourcentage × 3,6). Par exemple, l'angle au centre pour le parti EPP est 135,7° car (37,7 × 3,6), arrondi à la première décimale, égale 135,7°.
Il est possible de créer ce type de diagramme à l'aide de logiciels gratuits ou répandus, tels OpenOffice.org Calc, KChart et Microsoft Excel.

## Dénomination

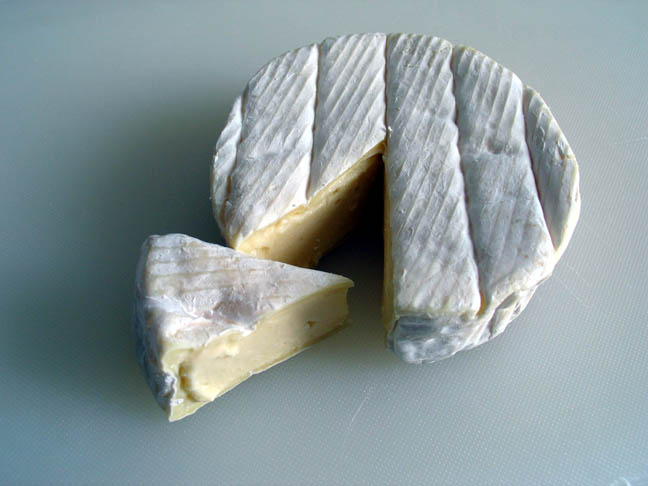
Découpe du camembert.

Les diagrammes à secteurs sont dénommés « camembert » en raison de la forme caractéristique du diagramme et des secteurs, qui évoquent la façon habituelle de découper ce fromage.

## Historique
La notion de secteur est déjà établie en 1756: 
« En Géométrie est une figure comprise sous deux lignes droites inclinées l'une à l'autre dont le point d'attouchement est le centre du cercle, dont elles font les rayons, & sous la circonférence comprise entre ces deux droites. »
Deux diagrammes figurent dès 1801 dans l'ouvrage Statistical Breviary de William Playfair, mais il y aura très peu d'usages à cette époque. 

Un diagramme de William Playfair dans Statistical Breviary montrant en pourcentages le territoire occupé par l'Empire ottoman en Asie, en Europe et en Afrique avant 1789.

En 1851, des graphiques sont déjà placés sur des cartes avec des cercles — concentriques ou non — pour représenter des quantités, mais ils n'utilisent pas encore la notion de secteur.
En 1858, Charles Joseph Minard en utilise sur des cartes.

Une carte figurative des viandes de boucherie en France selon C. J. Minard.
La surface des disques (appelés cercles à l'époque) est proportionnelle au nombre d'animaux sur pieds exportés d'un département vers Paris.
Un disque de six millimètres de diamètre représente 330 tonnes de viandes. La couleur noire, rouge, verte correspond à la vache, au veau et au mouton

## Diagramme avec effets 3D
Les effets en trois dimensions sont souvent utilisés pour "embellir" les diagrammes. Le résultat est cependant encore plus difficile à interpréter visuellement à cause de l'effet de la perspective. En effet, les parts situées en arrière paraissent agrandies par rapport aux parts situées à l'avant du diagramme. Une correction de perspective ne peut pas être appliquée de façon précise car elle dépend de la distance du spectateur par rapport au diagramme. De plus, mathématiquement, il faudrait que la troisième dimension ait une signification et varie selon les classes ce qui n'est pas le cas. Ce n'est donc pas un vrai outil statistique.
Dans le diagramme circulaire cylindrique ci-dessous par exemple, la part des cadres (14,5 %) apparait un peu (1.57 fois) plus grande que celle des non-salariés (9,1 %), alors qu'elle est en fait beaucoup (1.59 fois) plus grande (5,4 points). De même si on compare visuellement la part des non-salariés à celle des catégories intermédiaires (21,8 %), la différence de 14,0 points n'est pas mise en évidence: rapport de 2.31 fois au lieu de 2.4 fois.
Enfin, ces proportions sont masquées par les bordures/tranches qui occupent une grande partie de l'espace (ici: 40.3 % de l'image colorée) sans apporter aucune forme d'information supplémentaire.

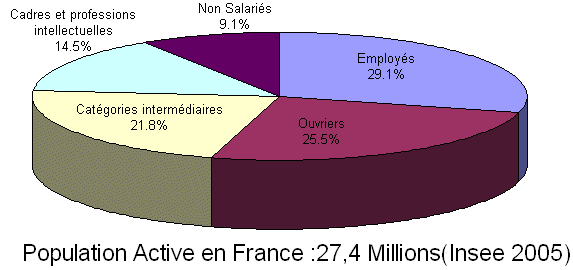
Population active en France en 2005 (source Insee).

| Secteurs | 47622 pixels | Employés: 14007 Ouvriers: 12086 Intermédiaires: 10188 Intellectuels: 6929 Non-salariés: 4412 |
| Bordures | 32094 pixels | Employés: 539 Ouvriers: 20807 Intermédiaires: 10748                                          |

Pour des raisons techniques, il est temporairement impossible d'afficher le graphique qui aurait dû être présenté ici.

Pour des raisons techniques, il est temporairement impossible d'afficher le graphique qui aurait dû être présenté ici.

## Graphique en anneaux
La représentation en anneaux concentriques permet de représenter plusieurs séries de données.

### Note
1. ↑  En référence au fromage homonyme. Appelé lagkagediagram (en gâteau d’anniversaire) en danois, pie-chart en anglais, Tortendiagramm en allemand, taart diagram en néerlandais, diagrama de torta en espagnol argentin et diagramă plăcintă en roumain (en forme de tarte), gráfico de pizza en portugais brésilien. J.R. Lobry « Les diagrammes en secteurs » université de Lyon, 30 janvier 2008 [PDF]